# Archimaga euplocamis
Archimaga euplocamis är en fjärilsart som beskrevs av Edward Meyrick 1918. Archimaga euplocamis ingår i släktet Archimaga och familjen vecklare. Inga underarter finns listade i Catalogue of Life.